# 尊富士弥輝也
尊富士 弥輝也（たけるふじ みきや、1999年〈平成11年〉4月9日 - ）は、青森県北津軽郡金木町（現：五所川原市）出身で、伊勢ヶ濱部屋所属の現役大相撲力士。本名は石岡 弥輝也（いしおか みきや）。身長184cm、体重151kg。最高位は東前頭4枚目（2025年5月場所）。血液型はA型。 いわゆる「花のイチイチ組」の1人。
2024年3月場所において、新入幕力士としては1914年5月場所の両國以来110年ぶりとなる幕内最高優勝を果たした。

## 来歴

### 大相撲入門前
祖父が草相撲の強豪だった縁で、保育園の頃から相撲を始めた。保育園児の頃は、稽古後のコンビニで買ってもらっていた唐揚げが楽しみで、そのために相撲の稽古を行った。わんぱく相撲全国大会では、五所川原市立金木小学校4年時に個人ベスト8と団体優勝、5年時に個人3位を経験した。小学校5年時からは、つがる旭富士ジュニアクラブに通い、小学校卒業後は地元の金木中学校ではなく、地元を離れて道場へ通いやすいつがる市立木造中学校に進学。中学校3年時に全国都道府県中学生大会個人3位、全中個人ベスト8、白鵬杯団体優勝・個人3位の実績を残した。出身地は豪雪地帯で、寒さの中で学校から道場まで30分歩き、寒さで凍った廻しを締めてそれを1000回のスクワットで解凍した。
中学校卒業後は鳥取城北高等学校に進学。高校の同期にはアマルトゥブシン・アマルサナー（後の狼雅）らがいる。1年時に金沢大会で個人8強の実績を残すが、2年時の金沢大会で左膝前十字靱帯を断裂した。3年時は全国高校総体個人3位、選抜高校相撲宇佐大会個人3位となったが、秋の国体個人準決勝で納谷幸之介（後の王鵬）に敗れた時に再び左膝を負傷し、3位決定戦は不戦敗となった。
高校卒業後は日本大学法学部政治経済学科に進学し、日本大学相撲部に入部。大学の同期には川副圭太（後の輝鵬）、大谷真惟らがいる。2年時に全日本大学選抜金沢大会準優勝、全国学生体重別大会135キロ未満級準優勝、全国学生選手権団体優勝などの実績を残すが、全国学生選手権団体決勝戦で今度は右膝を負傷した。その後は、3年時に全国学生選手権団体優勝、4年時に全国学生相撲個人体重別選手権大会無差別級16強となった。2022年春に日本大学を卒業した。

### 大相撲入門後

#### 十両まで
2022年8月16日に記者会見を開き、伊勢ヶ濱部屋に入門することを発表した。師匠の9代伊勢ヶ濱（元横綱・旭富士）は青森県出身のため毎年同県内で合宿を行っており、石岡は中学生時代から部屋との交流を持っていたことに加え、伊勢ヶ濱や、同部屋所属で高校の同窓生でもある横綱・照ノ富士からは中学生時代より目をかけられていたこと、照ノ富士は膝の怪我などで大関から一時は序二段まで番付を落としてから横綱まで上り詰めた経歴を持つことも、入門を後押しした。2022年9月場所にて前相撲で初土俵。同期に輝鵬（幕下15枚目格付出）らがいる。なお、新弟子検査受検時点で23歳であったため、入門に当たっては年齢制限緩和措置が適用された。
初めて番付に名前が載った2022年11月場所は、6番相撲で幕内経験者の旭大星を破るなど7戦全勝で序ノ口優勝。続く2023年1月場所も7戦全勝で序二段優勝を果たした。三段目に上がった3月場所は4番相撲で東俊隆に敗れ初土俵からの連勝が17で止まったが、6勝1敗として5月場所では新幕下となった。
幕下4場所目となった2023年11月場所は、勝ち越せば関取昇進の可能性の高い西幕下筆頭まで地位を上げた。「自分の相撲を取るだけ。十両とやりたい」と抱負を語った。初めて髷を結って迎えた同場所は9日目の5番相撲で對馬洋に勝って4勝目を挙げ、勝ち越しが決定するとともに、十両の力士の成績との兼ね合いから、新十両昇進が決定的と報じられた。11日目の6番相撲の千代の海戦で叩き込みにより白星を得た際は、報道各社が新十両昇進確実、あるいはほぼ確実と報じた。最終的に、この場所を6勝1敗の成績で終えて、場所後に行われた番付編成会議により、2024年1月場所での新十両が決定した。
新十両会見では年下の熱海富士に先を越されたことについて「悔しい気持ちになった。自分も早く優勝争いをしたい」と言いつつ「自分の持ち味、立ち合いをもっと強化していく。やるしかないという思い」と意欲を持った。伊勢ヶ濱は「まだやらないといけないことが多い。青森（の人）は横綱にならないと認めてくれないよ」と冗談も交えて期待を寄せた。2024年1月場所は初日から絶好調で、この場所の十両で唯一となる中日勝ち越しを決めた。新十両中日勝ち越しは1場所15日制定着となった1949年以降史上8人目。14日目の千代栄戦で押し出しにより12勝目を挙げ、千秋楽を待たず十両優勝が決定。千秋楽も勝利し、新十両の場所は13勝2敗で取り終えた。

#### 110年ぶりの新入幕での優勝
翌3月場所で新入幕を果たす。初土俵から所要9場所での新入幕は、年6場所制となった1958年以降の初土俵（幕下付け出しを除く）としては常幸龍と並ぶ史上最速タイのスピード出世、新十両から1場所通過は史上7人目となった。新入幕会見では「記録で満足しているようでは先は見えない」とした上で、1月場所で部屋の横綱の照ノ富士が幕内優勝を達成し、十両優勝した自身がパレードの旗手を務めたことを指して「自分でもいつかこの舞台で、最高の景色を見てみたいなという思いになりました」と幕内優勝を目指している旨を語った。この3月場所は中日勝ち越しを決めたが、新入幕力士の中日勝ち越しは2011年5月技量審査場所の魁聖以来、中日時点で新入幕力士が優勝争い単独首位は15日制定着となった1949年5月場所以降初。また、11日目には大関・琴ノ若を寄り切りで破り元横綱・大鵬以来64年振りである新入幕力士としての初日からの11連勝を果たした。12日目の大関・豊昇龍戦で敗れ初日からの連勝はタイ記録の11でストップしたが、12日目終了時点で11勝1敗と依然として単独トップ。14日目の朝乃山との一番に敗れた際右足を負傷したものの、千秋楽に出場、豪ノ山を押し倒しで破り、1914年（大正3年）5月場所の両國以来110年ぶりとなる新入幕での幕内最高優勝を果たした。ちなみに十両優勝の翌場所に幕内最高優勝を果たしたのも両國以来2人目である。なお、大銀杏を結えない力士の優勝は初めて。
また、併せて殊勲賞、敢闘賞、技能賞の三賞も同時に受賞した。同一場所で三賞すべて受賞するのは2000年11月の琴光喜以来約24年ぶり6人目、新入幕力士では1973年9月の大錦以来約51年ぶり2人目である。また、青森県出身力士の幕内優勝は、1997年（平成9年）11月場所の貴ノ浪（三沢市出身）以来約27年ぶりとなったほか、津軽地方出身力士の優勝は1991年（平成3年）5月場所の旭富士（木造町（現：つがる市）出身）以来33年ぶり、五所川原市出身力士の幕内優勝は1934年（昭和9年）5月場所の清水川以来90年ぶりとなった。
なお新入幕場所での勝利数13は1場所15日制が定着した1949年5月場所以降では、1964年1月場所の北の冨士、1967年3月場所の陸奥嵐、2014年9月場所の逸ノ城と並ぶ1位タイ記録である。場所後の春巡業は全休。
5月1日、五所川原市に凱旋し、優勝パレードを行った。パレードは尊富士が生まれた金木町で1度目、五所川原市中心部で2度目が行われ、金木町には2万人、五所川原市中心部には3万5000人が訪れ、計5万5000人から祝福を受けた。同月5日の時点で本人は5月場所の出場を迷っているが、師匠は長い目で見て休場させる方針。本人は「優勝してからケガで巡業が出られなくて、どこにも行けていない。ずっと部屋にいて、病院とトレーニングに行って全然楽しくなかった…」と心の内を明かしている。
5月場所は「右足関節外側じん帯損傷で約3週間の休業を要する見込み」との診断書を提出し、全休した。場所後の6月1日に部屋付きの親方である元石浦の間垣親方の引退相撲が開催された際は1ヶ月ぶりに公の場で姿が確認された形となり、取組に参加し、間垣親方の大銀杏に鋏を入れた。6月19日の稽古の際には、同月下旬の大阪での合宿で相撲を取れれば出場すると、7月場所での土俵復帰に意欲を示した。7月1日発表の7月場所の番付では東十両2枚目に落ち、優勝場所から1場所での降下となった。全休すれば幕下陥落が確実だったが、中日から途中出場して2連勝し、十両残留の可能性が高い星としたが、今度は左大胸筋停止部断裂と診断され、10日目に再休場となった。8月15日の夏巡業青森場所は凱旋巡業となり、部屋の同じ青森県出身の錦富士と共に大声援を受けた。9月3日から相撲を取る稽古を再開し、4日の稽古では関取衆との稽古で良い動きを見せ、足首、胸などにテーピングは見られなかった。4日の取材では場所初日からの出場に意欲を見せた。
9月場所は初日から9連勝し、13日目の時点で12勝1敗で、二番手に星２つの差をつけていた。14日目は嘉陽に寄り倒されて2敗目を喫したものの、3敗だった千代翔馬も敗れたことによって優勝が決まった。最終的には千秋楽も白星で締めて13勝2敗で場所を終えた。同世代の大の里が大関昇進を決定的にしたことについて問われると、「それは大の里関の力なんで。自分は本当に尊敬しています。追いつけるように頑張りたい」とコメントしていた。なおこの十両優勝により、「1年以内に十両優勝→幕内優勝→十両優勝」という史上初の珍記録も達成している。
2025年1月場所は10日目の一山本戦で勝ち越しを確定させるが、この一番で立合い変化をするなど執念を発揮した。
3月場所は序盤から白星を伸ばして10日目に勝ち越しを決めたが、終盤4連敗して9勝6敗で終わり、15日間皆勤の場所で初めて二桁勝利に届かなかった。なお同場所6日目、一山本戦の土俵に上がった際、左目付近が腫れ上がり、青くアザができている様子が報道された。
5月場所は自己最高位の東前頭4枚目の地位で初の上位総当たりの場所となった。初日から3連勝したが4日目に若隆景に敗れると、そこから6連敗し12日目に負け越しが確定、15日間皆勤の場所で初の負け越しとなった。
7月場所は6日目の佐田の海戦で右腕を痛め、13日目に「右上腕二頭筋腱断裂により、疼痛、右肘屈曲筋力低下のため、2ヶ月間の安静・加療が必要」との診断書を提出し、途中休場となった。12日目まで5勝7敗だったため、2場所続けての負け越しとなる。

## 人物
「尊富士」という四股名は、「尊」は高い地位を目指すという意味も込めて日本武尊から1字貰い、「富士」は伊勢ヶ濱の現役時代の四股名「旭富士」に由来している。命名者は伊勢ヶ濱である。
2024年9月場所には一面真っ黒の化粧廻しを付けて十両土俵入りに上がり、話題となった。
協会公式プロフィールによると、好きな歌手はAK69、好物は果物（特に桃）、好きなテレビ番組は『サンデースポーツ』、好きなアニメは『クレヨンしんちゃん』。
好きなプロ野球選手は山川穂高。2024年11月場所初日の取組前の所作で時間前最後の塩を取りに行くと客席で観戦していた山川を見掛けて少し驚いていた。

## 取り口
立ち合いの出足の速さを活かし、そのまま下から押していくなりもろ差しになるなどして一気に電車道で持っていく速攻相撲が持ち味。基本的に押しでも四つに組んでも取れるバランス型。ベンチプレス220kgを挙げる怪力の持ち主である一方で、照ノ富士や元武蔵丸の武蔵川親方など、異口同音に下半身の鍛錬不足、貧弱さを指摘する声があり、多少下半身の調子の良い時期はあったが入門から一貫する課題である。
元栃東の玉ノ井親方は、2024年3月場所中のコラムで立合いで当たってからの右差しの速攻相撲を評価しており、大学時代の膝の負傷で然程の活躍ができなかった経験が膝に負担をかけない持ち味のスピード相撲につながったと分析している。同場所中のコラムで元武双山の藤島親方は、この場所で見せたような圧力相撲に定評のある大の里の右差しを封じた巧さとスピードの相撲を評価した。この場所11日目の琴ノ若戦で銀星を獲得した速攻相撲について元琴奨菊の秀ノ山親方は「立ち合いから迷いがなく、馬力とスピードを生かして前に出る相撲は、昔の琴錦関の『F1相撲』を思わせる」と評している。

## 主な成績
2025年7月場所終了現在

### スピード記録
- 初土俵から十両昇進までの所要場所数：8場所（歴代7位）
- 初土俵から幕内昇進までの所要場所数：9場所（常幸龍、安青錦と並び歴代1位タイ）
- 幕内最高優勝までの所要場所数：10場所（前相撲デビューでは歴代1位、幕下付出の大の里が7場所）
- 幕内最高優勝から十両陥落までの所要場所数：1場所（歴代1位）

### 通算成績
- 通算成績：124勝46敗27休（18場所）
- 通算勝率：.729
  - 幕内成績：53勝35敗17休 （7場所）
  - 幕内勝率：.602
    - 新入幕成績：13勝2敗（歴代1位タイ）

  - 十両成績：28勝5敗12休（3場所）
  - 十両勝率：.848
    - 新十両成績：13勝2敗（歴代2位タイ）

  - 幕下成績：23勝5敗（4場所）
  - 幕下勝率：.821
  - 三段目成績：6勝1敗（1場所）
  - 三段目勝率：.857
  - 序二段成績：7勝0敗（1場所）
  - 序二段勝率：1.000
  - 序ノ口成績：7勝0敗（1場所）
  - 序ノ口勝率：1.000
- 新十両場所での初日からの連勝：9（初代成山、翔天狼、大の里と並び歴代2位タイ）
- 新入幕場所での初日からの連勝：11（大鵬と並び歴代1位タイ）
- 新入幕場所での勝利数：13（北の冨士、陸奥嵐、逸ノ城と並び歴代1位タイ）
- 新入幕場所での優勝：両國に続いて2人目
- 幕尻優勝：史上4人目
- 三賞トリプル受賞：史上6人目
  - 新入幕での三賞トリプル受賞：史上2人目
- 十両、幕内の連続優勝：両國に続いて2人目
- 新十両、新入幕での優勝：史上唯一
  - 新十両、新入幕の連続優勝：史上唯一
- 三役経験のない力士の優勝：史上5人目

### 各段在位場所数
2025年5月場所終了現在
- 通算在位：17場所
  - 幕内在位：6場所
  - 十両在位：3場所
  - 幕下在位：4場所
  - 三段目在位：1場所
  - 序二段在位：1場所
  - 序ノ口在位：1場所
  - 前相撲：1場所

### 各段優勝
- 幕内最高優勝：1回（2024年3月場所）
- 十両優勝：2回（2024年1月場所、9月場所）
- 序二段優勝：1回（2023年1月場所）
- 序ノ口優勝：1回（2022年11月場所）

### 三賞・金星
- 三賞：
  - 殊勲賞：1回（2024年3月場所）
  - 敢闘賞：1回（2024年3月場所）
  - 技能賞：1回（2024年3月場所）
- 金星：なし

### 場所別成績
| | 一月場所 初場所（東京） | 三月場所 春場所（大阪）  | 五月場所 夏場所（東京） | 七月場所 名古屋場所（愛知） | 九月場所 秋場所（東京） | 十一月場所 九州場所（福岡） |
| --- | ----------------------- | ------------------------ | ----------------------- | --------------------------- | ----------------------- | --------------------------- |
| 2022年 （令和4年） | x                       | x                        | x                       | x                           | （前相撲）              | 西序ノ口15枚目 優勝 7–0     |
| 2023年 （令和5年） | 東序二段11枚目 優勝 7–0 | 西三段目19枚目 6–1       | 東幕下41枚目 6–1        | 東幕下17枚目 6–1            | 東幕下6枚目 5–2         | 西幕下筆頭 6–1              |
| 2024年 （令和6年） | 東十両10枚目 優勝 13–2  | 東前頭17枚目 13–2 殊敢技 | 東前頭6枚目 休場 0–0–15 | 東十両2枚目 2–1–12          | 西十両11枚目 優勝 13–2  | 西前頭16枚目 10–5           |
| 2025年 （令和7年） | 西前頭11枚目 10–5       | 西前頭6枚目 9–6          | 東前頭4枚目 6–9         | 東前頭6枚目 5–8–2           | x                       | x                           |
| 各欄の数字は、「勝ち-負け-休場」を示す。 優勝 引退 休場 十両 幕下 三賞：敢=敢闘賞、殊=殊勲賞、技=技能賞 その他：★=金星 番付階級：幕内 - 十両 - 幕下 - 三段目 - 序二段 - 序ノ口 幕内序列：横綱 - 大関 - 関脇 - 小結 - 前頭（「#数字」は各位内の序列） |                         |                          |                         |                             |                         |                             |

## 略歴
- 2022年9月場所 - 初土俵
- 2022年11月場所 - 序ノ口
- 2023年1月場所 - 序二段
- 2023年3月場所 - 三段目
- 2023年5月場所 - 幕下
- 2024年1月場所 - 新十両
- 2024年3月場所 - 新入幕
- 2024年7月場所 - 十両陥落
- 2024年11月場所 - 再入幕

## 合い口
いずれも2025年7月場所終了現在。
（以下は最高位が横綱・大関の現役力士）
- 横綱・豊昇龍には3敗。豊昇龍の横綱昇進後は1敗。
- 横綱・大の里には1勝3敗。大の里の大関昇進後は3敗。
- 大関・琴櫻には2勝2敗。
- 元大関・髙安には1敗。髙安の大関陥落後の対戦である。
- 元大関・正代には1勝1敗。正代の大関陥落後の対戦である。
- 元大関・霧島には2敗。霧島の大関陥落後の対戦である。

| 力士名   | 勝数 | 負数 | 力士名 | 勝数 | 負数 | 力士名   | 勝数 | 負数 | 力士名 | 勝数 | 負数 |
| -------- | ---- | ---- | ------ | ---- | ---- | -------- | ---- | ---- | ------ | ---- | ---- |
| 安青錦   | 0    | 1    | 朝紅龍 | 1    | 0    | 朝乃山   | 0    | 1    | 阿炎   | 2    | 2    |
| 一山本   | 4    | 1    | 宇良   | 2    | 1    | 遠藤     | 2    | 0    | 欧勝馬 | 2    | 0    |
| 阿武剋   | 2    | 1    | 王鵬   | 0    | 1    | 大の里   | 1    | 3    | 輝     | 1    | 0    |
| 北の若   | 1    | 0    | 霧島   | 0    | 2    | 金峰山   | 1    | 1    | 豪ノ山 | 2    | 2    |
| 琴櫻     | 2    | 2    | 琴勝峰 | 1    | 0    | 佐田の海 | 2    | 0    | 正代   | 1    | 1    |
| 湘南乃海 | 2    | 1    | 大奄美 | 1    | 0    | 大栄翔   | 0    | 2    | 髙安   | 0    | 1    |
| 玉鷲     | 3    | 2    | 美ノ海 | 3    | 0    | 千代翔馬 | 2    | 0    | 時疾風 | 1    | 1    |
| 翔猿     | 0    | 1    | 錦木   | 2    | 0    | 平戸海   | 2    | 1    | 藤ノ川 | 0    | 1(1) |
| 武将山   | 1    | 0    | 豊昇龍 | 0    | 3    | 妙義龍   | 1    | 0    | 明生   | 3    | 0    |
| 竜電     | 2    | 0    | 狼雅   | 1    | 1    | 若隆景   | 0    | 1    | 若元春 | 2    | 1    |

（カッコ内は勝数、負数の中に占める不戦勝、不戦敗の数。太字は2025年7月場所終了現在、現役力士。）

## 改名歴
- 石岡 弥輝也（いしおか みきや）2022年9月場所
- 尊富士 弥輝也（たけるふじ -）2022年11月場所 -